# Старковский сельсовет
Старко́вский сельсовет — муниципальное образование со статусом сельского поселения в Октябрьском районе Курской области Российской Федерации.
Административный центр — село Старково.

## История
Статус и границы сельсовета установлены Законом Курской области от 21 октября 2004 года № 48-ЗКО «О муниципальных образованиях Курской области».

## Население
| 2002 | 2010 | 2012 | 2013 | 2014 | 2015 | 2016 |
| ---- | ---- | ---- | ---- | ---- | ---- | ---- |
| 871  | ↘639 | ↗675 | ↗704 | ↗741 | ↘724 | ↗730 |
| 2017 | 2018 | 2019 | 2020 | 2021 |      |      |
| ↘701 | ↘696 | ↘691 | ↘674 | ↘424 |      |      |

## Состав сельского поселения
| №  | Населённый пункт     | Тип населённого пункта       | Население |
| -- | -------------------- | ---------------------------- | --------- |
| 1  | 1-я Малая Долженкова | деревня                      | ↘69       |
| 2  | 2-я Малая Долженкова | деревня                      | ↘33       |
| 3  | Балычево             | деревня                      | ↘0        |
| 4  | Большое Гостево      | деревня                      | ↘14       |
| 5  | Большое Умрихино     | деревня                      | ↘26       |
| 6  | Волобуево            | деревня                      | ↘39       |
| 7  | Дмитриевка           | деревня                      | ↘12       |
| 8  | Заречье              | хутор                        | ↘16       |
| 9  | Колосовка            | деревня                      | ↘37       |
| 10 | Малая Гостева        | деревня                      | ↘8        |
| 11 | Малая Умрихина       | деревня                      | ↘11       |
| 12 | Перькова             | деревня                      | ↘24       |
| 13 | Покровский           | хутор                        | ↘33       |
| 14 | Пыжова               | деревня                      | ↘10       |
| 15 | Соболева             | деревня                      | ↘13       |
| 16 | Старково             | село, административный центр | ↘294      |